# Diócesis de Ciudad Altamirano
La diócesis de Ciudad Altamirano (en latín: Dioecesis Civitatis Altamirensis) es una circunscripción eclesiástica de la Iglesia católica en México. Se trata de una diócesis latina, sufragánea de la arquidiócesis de Acapulco. Desde el 2 de abril de 2019 su obispo es Joel Ocampo Gorostieta.

## Territorio y organización
La diócesis tiene 16 000 km² y extiende su jurisdicción sobre los fieles católicos de rito latino residentes en la parte noroccidental del estado de Guerrero, que corresponde a la región de la Tierra Caliente de Guerrero, es decir, los municipios de Ajuchitlán del Progreso, Arcelia, Coyuca de Catalán, Cutzamala de Pinzón, Pungarabato, San Miguel Totolapan, Tlalchapa, Tlapehuala y Zirándaro, además de una porción menor de dos municipios (Huetamo de Núñez y San Lucas) del estado de Michoacán y municipios de la parte suroccidental del Estado de México (Amatepec, Luvianos, Sultepec de Pedro Ascencio Alquisiras, Tejupilco de Hidalgo y Tlatlaya).
La sede de la diócesis se encuentra en Ciudad Altamirano, en donde se halla la Catedral de San Juan Bautista.
En 2021 en la diócesis existían 42 parroquias.

## Historia
La diócesis fue erigida el 27 de octubre de 1964 con la bula Populo Dei del papa Pablo VI, obteniendo el territorio de las diócesis de Acapulco (hoy arquidiócesis), de Chilapa (hoy diócesis de Chilpancingo-Chilapa), de Tacámbaro y de Toluca (hoy arquidiócesis de Toluca).
En 1976 cedió los municipios de Sultepec y Pozontepec en el estado de México a la diócesis de Toluca mediante el decreto Spirituali Christifidelium de la Congregación para los Obispos.
Originalmente sufragánea de la arquidiócesis de Morelia, el 10 de febrero de 1983 pasó a formar parte de la provincia eclesiástica de la arquidiócesis de Acapulco.
El 11 de octubre de 1985 cedió otra porción de su territorio para la erección de la diócesis de Lázaro Cárdenas mediante la bula Cum probe del papa Juan Pablo II.
Durante las inundaciones en el estado de Guerrero en 2013, la diócesis se mantuvo al pendiente en la contingencia apoyando a los municipios en desgracia y solicitando el apoyo de otros católicos de todo el país coordinando la entrega de ayuda junto con la autoridad y asociaciones civiles.
El 21 de diciembre de 2014 el sacerdote Gregorio López Gorostieta formador del seminario mayor de esta diócesis fue secuestrado por un grupo armado y su cuerpo fue encontrado 4 días más tarde en la carretera federal Iguala - Chilpancingo. El asesinato provocó la indignación de la iglesia católica mexicana.

## Estadísticas
Según el Anuario Pontificio 2022 la diócesis tenía a fines de 2021 un total de 997 640 fieles bautizados.
| Año                                                                             | Población            | Población | Población      | Sacerdotes | Sacerdotes    | Sacerdotes    | Bautizados por sacerdote | Diáconos permanentes | Religiosos | Religiosos | Parroquias |
| Año                                                                             | Bautizados católicos | Total     | % de católicos | Total      | Clero secular | Clero regular | Bautizados por sacerdote | Diáconos permanentes | Varones    | Mujeres    | Parroquias |
| ------------------------------------------------------------------------------- | -------------------- | --------- | -------------- | ---------- | ------------- | ------------- | ------------------------ | -------------------- | ---------- | ---------- | ---------- |
| 1966                                                                            | 290 000              | 300 000   | 96.7           | 35         | 35            |               | 8285                     |                      |            | 19         | 36         |
| 1968                                                                            | 349 000              | 350 000   | 99.7           | 39         | 39            |               | 8948                     |                      |            | 28         | 28         |
| 1976                                                                            | 345 000              | 350 000   | 98.6           | 38         | 38            |               | 9078                     |                      |            | 33         | 26         |
| 1980                                                                            | 550 000              | 557 000   | 98.7           | 39         | 39            |               | 14 102                   |                      |            | 30         | 28         |
| 1990                                                                            | 654 000              | 682 000   | 95.9           | 45         | 42            | 3             | 14 533                   |                      | 3          | 37         | 26         |
| 1998                                                                            | 650 000              | 676 000   | 96.2           | 53         | 50            | 3             | 12 264                   |                      | 3          | 91         | 25         |
| 1999                                                                            | 660 000              | 690 000   | 95.7           | 55         | 52            | 3             | 12 000                   |                      | 6          | 83         | 26         |
| 2002                                                                            | 538 535              | 633 250   | 85.0           | 63         | 58            | 5             | 8548                     |                      | 5          | 91         | 25         |
| 2003                                                                            | 676 100              | 690 000   | 98.0           | 61         | 57            | 4             | 11 083                   |                      | 4          | 96         | 27         |
| 2004                                                                            | 863 000              | 890 000   | 97.0           | 63         | 58            | 5             | 13 698                   |                      | 5          | 96         | 29         |
| 2006                                                                            | 885 000              | 913 000   | 96.9           | 78         | 71            | 7             | 11 346                   |                      | 22         | 80         | 28         |
| 2013                                                                            | 943 000              | 980 000   | 96.2           | 71         | 67            | 4             | 13 281                   |                      | 19         | 81         | 36         |
| 2016                                                                            | 945 099              | 988 002   | 95.7           | 71         | 67            | 4             | 13 311                   |                      | 19         | 81         | 35         |
| 2019                                                                            | 973 600              | 1 018 000 | 95.6           | 70         | 70            |               | 13 908                   |                      | 15         | 84         | 39         |
| 2021                                                                            | 997 640              | 1 043 000 | 95.7           | 72         | 72            |               | 13 856                   |                      |            | 84         | 42         |
| Fuente: Catholic-Hierarchy, que a su vez toma los datos del Anuario Pontificio. |                      |           |                |            |               |               |                          |                      |            |            |            |

## Episcopologio
- Juan Navarro Ramírez † (1 de julio de 1965-18 de agosto de 1970 falleció)
- Manuel Samaniego Barriga † (11 de enero de 1971-5 de febrero de 1979 nombrado obispo de Cuautitlán)
- José Lizares Estrada (4 de marzo de 1980-31 de enero de 1987 renunció)
- Jose Raul Vera Lopez, O.P. (20 de noviembre de 1987-14 de agosto de 1995 nombrado obispo coadjutor de San Cristóbal de Las Casas)
- Carlos Garfias Merlos (24 de junio de 1996-8 de julio de 2003 nombrado obispo de Netzahualcóyotl)
- José Miguel Ángel Giles Vázquez † (19 de junio de 2004-7 de septiembre de 2005 falleció)
- Maximino Martínez Miranda (7 de julio de 2006-28 de octubre de 2017 nombrado obispo auxiliar de Toluca[nota 1])
- Joel Ocampo Gorostieta, desde el 2 de abril de 2019